# Градолі
Градолі, Ґрадолі (італ. Gradoli) — муніципалітет в Італії, у регіоні Лаціо,  провінція Вітербо.
Градолі розташоване на відстані близько 100 км на північний захід від Рима, 33 км на північний захід від Вітербо.
Населення — 1383 особи (2014).
Щорічний фестиваль відбувається 22 липня. Покровитель — Santa Maria Maddalena.

## Демографія
Населення за роками:

Станом на 1 січня 2023 року в муніципалітеті офіційно проживали 123 іноземці з 22 країн, серед них 56 громадян країн Євросоюзу.

## Сусідні муніципалітети
- Больсена
- Каподімонте
- Гротте-ді-Кастро
- Латера
- Онано
- Валентано